# Потік векторного поля
В математиці, термін потік векторного поля використовується для двох різних понять:
1. Потік векторного поля через гіперповерхню — поверхневий інтеграл другого роду на  поверхні {\displaystyle S}. За означенням
{\displaystyle \Phi _{F}=\iint \limits _{S}{(\mathbf {F} ,\mathbf {n} )dS}}
де {\displaystyle \mathbf {F} =\mathbf {F(X)} =\{F_{x}(\mathbf {X} ),F_{y}(\mathbf {X} ),F_{z}(\mathbf {X} )\}} — векторне поле (чи вектор-функція векторного аргументу — точки простору), {\displaystyle \mathbf {n} } — одиничний вектор додатної нормалі до поверхні (додатній напрям обирається для орієнтованої поверхні умовно, але однаково для всіх точок — тобто для диференційовної поверхні — так, щоб {\displaystyle \mathbf {n} } був неперервним; для неорієнтованої поверхні це не важливо, оскільки потік через неї завжди дорівнює нулю), {\displaystyle dS} — інфінітозимальний елемент поверхні. В фізиці іноді застосовують позначення
{\displaystyle d\mathbf {S} =\mathbf {n} dS}
тоді потік записується у вигляді
{\displaystyle \Phi _{F}=\iint \limits _{S}{(\mathbf {F} ,d\mathbf {S} )}=\iint \limits _{S}\mathbf {F} \cdot d\mathbf {S} }
Потік вектора напруженості Ф через майданчик ds - кількість силових ліній, що пронизують цей майданчик ds. 

2. Потік векторного поля {\displaystyle {\vec {A}}} —  однопараметрична родина дифеоморфізмів {\displaystyle \Gamma _{t}}, що визначаються диференційним рівнянням 
{\displaystyle d\Gamma _{t}(x)/dt={\vec {A}}(\Gamma _{t}(x)).}

## Фізична інтерпретація
Нехай рух нестисливої рідини одиничної густини  задано векторним полем швидкості {\displaystyle \mathbf {v} =\mathbf {v} (x,y,z)}.  Тоді маса рідини, що протече за одиницю часу через поверхню {\displaystyle S} буде дорівнювати потоку векторного поля {\displaystyle \mathbf {v} } через поверхню {\displaystyle S}.